# Суперкубок Бахрейну з футболу 2022
Суперкубок Бахрейну з футболу 2022  — 12-й розіграш турніру. Матч відбувся 15 вересня 2022 року між чемпіоном Бахрейну клубом Аль-Ріффа та володарем кубка Короля Бахрейну клубом Аль-Халдія.
| Володар Суперкубка Бахрейну 2022 |
| -------------------------------- |
|                                  |
| Аль-Халдія Перший титул          |

## Матч

### Деталі
| 15 вересня 2022 18:30 (EEST) |

| Аль-Халдія | 2:0 | Аль-Ріффа |
| ---------- | --- | --------- |
| 57' 58'    |     |           |

| Бахрейнський національний стадіон, Ріффа |